# Bánffy László
Losonci báró Bánffy László (Beresztelke, 1671. július 23. – 1753?) Kraszna vármegye főispánja.

## Élete
Erdélyi református főúri család sarja, losonczi Bánffy Kristóf (†1671 vagy 1672) és bögözi Farkas Margit (†1690) fia. A kolozsvári kollégiumban tanult, majd Bánffy György gróf, a későbbi erdélyi kormányzó udvarában nevelkedett. 1692-ben nősült: vargyasi Daniel István és Kemény Zsófia leányát, Juditot vette feleségül.
A Rákóczi-szabadságharc kitörése után Görgény várának magyar kapitánya lett, a vár feladásakor csatlakozott II. Rákóczi Ferenchez. Előbb Forgách Simon főhadsegédeként szolgált, majd a Torda vármegyei felkelők kapitánya, Kraszna vármegye főispánja és végül 1708-tól Szilágysomlyó főkapitánya lett. 1710-ben Moldvába emigrált, majd elfogadta a szatmári békét. Utóbb ismét Kraszna vármegye főispánja, haláláig.

## Munkái
Önéletrajzi és történelmi jegyzeteket (1671–1740) írt Antonio de Guevara: Fejedelmek serkentő órája című kiadványába. A marosvásárhelyi könyvtár példányából kiadta Koncz József a Történelmi Tárban (1882. 342–347.)